# Reptalus quinquecostata
Reptalus quinquecostata är en insektsart som först beskrevs av Dufour 1833.  Reptalus quinquecostata ingår i släktet Reptalus och familjen kilstritar. Inga underarter finns listade i Catalogue of Life.